# Episodi di Una moglie per papà (prima stagione)
La prima stagione della serie televisiva Una moglie per papà è stata trasmessa in anteprima negli Stati Uniti d'America dalla ABC tra il 17 settembre 1969 e l'11 marzo 1970.
| nº | Titolo originale                                       | Titolo italiano | Prima TV USA      | Prima TV Italia |
| -- | ------------------------------------------------------ | --------------- | ----------------- | --------------- |
| 1  | Mrs. Livingston, I Presume                             |                 | 17 settembre 1969 |                 |
| 2  | Teacher's Pet                                          |                 | 24 settembre 1969 |                 |
| 3  | And Eddie Makes Three                                  |                 | 1º ottobre 1969   |                 |
| 4  | The Littlest Kidnapper                                 |                 | 8 ottobre 1969    |                 |
| 5  | The Computer                                           |                 | 15 ottobre 1969   |                 |
| 6  | Pain                                                   |                 | 22 ottobre 1969   |                 |
| 7  | Guess Who's Coming for Lunch                           |                 | 29 ottobre 1969   |                 |
| 8  | Bully for You                                          |                 | 5 novembre 1969   |                 |
| 9  | Gentleman Friend                                       |                 | 12 novembre 1969  |                 |
| 10 | Any Friend of Dad's                                    |                 | 19 novembre 1969  |                 |
| 11 | An F for Mrs. Livingston                               |                 | 26 novembre 1969  |                 |
| 12 | Member of the Wedding                                  |                 | 3 dicembre 1969   |                 |
| 13 | A Night Out for the Boys                               |                 | 10 dicembre 1969  |                 |
| 14 | Mother of the Year                                     |                 | 17 dicembre 1969  |                 |
| 15 | Who Pulled the Blues Right Out of the Horn             |                 | 24 dicembre 1969  |                 |
| 16 | The Library Card                                       |                 | 31 dicembre 1969  |                 |
| 17 | How Do You Know If It's Really Love?                   |                 | 7 gennaio 1970    |                 |
| 18 | The Road to You Know Where Is Paved with You Know What |                 | 14 gennaio 1970   |                 |
| 19 | They're Either Too Young or Too Old                    |                 | 21 gennaio 1970   |                 |
| 20 | The Mod Couple                                         |                 | 28 gennaio 1970   |                 |
| 21 | Guardian for Eddie                                     |                 | 4 febbraio 1970   |                 |
| 22 | The Promise                                            |                 | 11 febbraio 1970  |                 |
| 23 | A Five-Pound Monkey on His Stomach                     |                 | 18 febbraio 1970  |                 |
| 24 | Free Is a Four Letter Word                             |                 | 25 febbraio 1970  |                 |
| 25 | Don't Look Now, But Your Scorpio's Rising              |                 | 4 marzo 1970      |                 |
| 26 | Money Is a Five Letter Word                            |                 | 11 marzo 1970     |                 |